# Hitomi Yūki
Hitomi Yūki (憂木瞳, Yūki Hitomi) es una AV Idol japonesa. (n. 31 de agosto de 1973 en la Prefectura de Kanagawa, Japón). Fue una de las principales actrices AV a principios de la década de 1990. Tiene varios nombres artísticos.

## Biografía
Su abuela paterna es alemana. Nació en Tokio. Cuando era estudiante, era gerente del club de fútbol y mantenía relaciones físicas con 7 de los 11 miembros habituales del club de fútbol.
Fue seleccionada en Shinjuku cuando asistía a una escuela de belleza e hizo su debut en diciembre de 1992 con "危ない寄り道帰り道", bajo el nombre de "Hitomi Yūki".
El siguiente enero de 1993, "おねだり女子校生 うしろから課外授業" fue lanzado bajo el nombre de "Anna Nakayama", y hasta la primera mitad de 1993, estuvo activa bajo los nombres de "Hitomi Yūki" y "Anna Nakayama".
En el momento de su debut, a menudo se señaló que era similar a Youki Kudoh, quien tenía un nombre artístico similar, ya que también hizo una aparición en gravure bajo el nombre "Azusa Kudō".
En marzo de 1994, hizo una aparición especial en el teatro de estriptis Asakusa Rockza en un evento relacionado con el programa "ギルガメッシュないと", donde se vio su gran popularidad, concentrando a 1000 espectadores en un teatro con capacidad para 300 personas.

## Filmografía

### Vídeos para adultos
1992
- Abunai yorimichi kaerimichi
- Kangofu "Mayonaka no chūsha"

1993
- Onedari joshi kōsei ushiro kara kagai jugyō – como Anna Nakayama
- Kimochi E koto shite ageru! Kaikan naisu bodi
- SUPER ADULT VIDEO
- Kanjiru hōkago buruma no shita ni nage kissu! – como Anna Nakayama
- Chō bodi baiburēshon
- Waisetsu shichihenge o suki na fuku de ikasemasu! – como Anna Nakayama
- Hōkago wa betsu no kao
- Kōshoku ueitoresu M sābisu wa nettori to! – como Anna Nakayama
- Gakuen no aidoru
- Seifuku no kokuhaku shirīzu onna kōsei "omocha shotaiken"
- OL aji kurabe mayonaka wa mesu no kao – como Anna Nakayama
- Shukketsu dai seifuku 17
- T bakku darake no suiei taikai 2
- Burumā natsu no hiasobi hitomi no kinbaku shigan
- Zetchō fukujū nuretai toki ni anata wa inai – como Anna Nakayama
- Osu koroshi abunōmaru bodi
- O kuchi ni ippai 3
- Yūki hitomi to shite mimasen ka?
- Ichijiku ga konareru koro monzetsu no kanata he
- AV aidoru densetsu
- Hentai zanmai hamidashi joshi kōsei
- Za reipu nureta shitagi
- Zutto anata ga suki datta koto dare ni mo ienai
- Za kageki midara na iremono
- Ubu ubu TYPHOON musume Hitomi

1994
- Mango nata de koko
- Nyotai kaibō Yūki Hitomi wo abaku nure sugita aidoru
- Yūki Hitomi no ura no ura hentai kurui
- Meshibe no hōzuri
- Giru kamesshu hanī
- Kuchi zen waisetsu 17 kanzen nenshō
- Kinjiki (tabū)
- Mi taiken zōn Yūki Hitomi no chōsen
- Hikisakareta Hitomi
- Heisei momojiri musume hakui wa tottemo nugi yasui
- Yūki Hitomi gyaku reipu kanojo ga otoko wo okasu toki
- Waka okusama wa AV aidoru
- Injū kyōshitsu
- Hen na SEX ippai shichatta abunai Yūki Hitomi
- Fainaru
- Shīsurū sērā yokoshima-kai injū sado kōshaku
- good-by MOSAIQUE Saraba, mozaiku!
- Wai Wai kurabu supesharu dai 4-gō

2002
- Shinsei umare kawatta watashi wo mite... kanjite... soshite kuruwasete...
- SM ppoi no suki desu ka? Anata no omocha ni naritai...
- Jokyōshi no himitsu kindan no ai no katachi
- AV Idols 2-IN-1 (8707)
- Waisetsu kuraimakkusu 10-patsu nuite mo mada hoshī!!
- Yūki Hitomi no kojin kyōju boku no suteki na onēsan
- Kosupure jukujo bukkake 4
- Boku dake no jokyōshi petto dai 7-shō kyōiku jisshū-sei raikō-hen

2003
- Yūki Hitomi no chōkōkyū sōpu jō
- URA-Yuki Hitomi (ura Hitomi Yūki)

2004
- Bokura no aidoru Yūki Hitomi ga paipan anaru de fukkatsu
- Megane buruma
- Pajama mmusume
- Futei tsuma ganrō
- Dejitaru mozaiku Vol.059

2005
- Yūki Hitomi no tonikaku anaru ga kimochii!!
- Kokujin reipu x rezu ryōjoku kioku no fū in Joryū sakka
- Bi jukujo sōpu tsubo hime goten otoshidama peropero supesharu
- Megane bokusā
- Kyūkyoku kankin MAX 2
- Sun tome 10-sei-goroshi wa yamete!

2006
- Hairegu madamuzu otoko isari no kageki na bakansu
- Bi jukujo fīringu kappuru